# كلاوس أوي لودفيغ
كلاوس أوي لودفيغ (بالألمانية: Klaus Uwe Ludwig)‏ هو موسيقي الكنيسة ‏ وموسيقي وملحن ألماني، ولد في 16 سبتمبر 1943 في غوتينغن في ألمانيا.

## وصلات خارجية
- الموقع الرسمي